# Ude Gampong
Ude Gampong is een bestuurslaag in het regentschap Pidie van de provincie Atjeh, Indonesië. Ude Gampong telt 404 inwoners (volkstelling 2010).